# Benjamin McKenzie

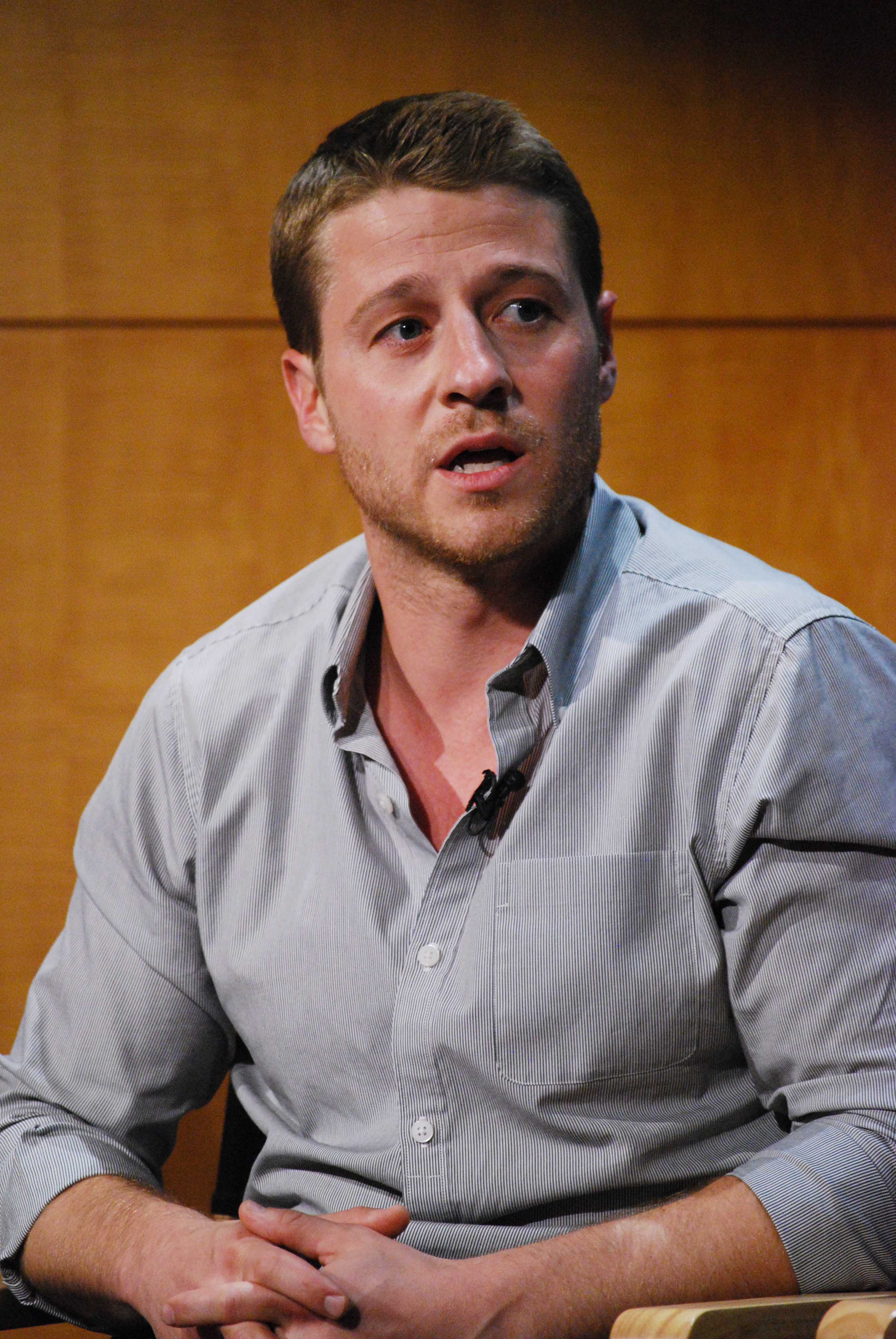
Benjamin McKenzie (2011)

Benjamin „Ben“ McKenzie (* 12. September 1978 in Austin, Texas; eigentlich Benjamin McKenzie Schenkkan) ist ein US-amerikanischer Schauspieler. Einem breiten Publikum wurde er durch seine Hauptrollen in den Fernsehserien O.C., California (2003–2007), Southland (2009–2013) und Gotham (2014–2019) bekannt.

## Leben und Karriere
McKenzie ist der Sohn des Anwalts Pieter Meade Schenkkan. Seine Mutter Mary Frances ist Autorin, Journalistin und Professorin an einer Universität in Texas. Er wurde in Austin, Texas, geboren, wo er mit seinen zwei jüngeren Brüdern Zack und Nate aufwuchs. Sein Onkel ist der Schauspieler und Pulitzer-Preisträger Robert Schenkkan; seine Großcousine Sarah Drew ist ebenfalls Schauspielerin.
Nach seinem Abschluss in Wirtschaft und Internationalen Beziehungen an der University of Virginia zog er nach New York, um seine Aufmerksamkeit der Schauspielerei zu widmen. Dort erhielt er zunächst in Off-Broadway-Produktionen verschiedene Rollen, bevor er nach Los Angeles ging und dort für eine der Hauptrollen in der Fernsehserie O.C., California engagiert wurde, die am 22. Februar 2007 mit der vierten Staffel zu Ende ging. Nach seinem Engagement in Southland zwischen 2009 und 2013 porträtierte er von 2014 bis 2019 in der Fernsehserie Gotham die Figur des Detective James Gordon. Für Gotham war er auch als Regisseur und Drehbuchautor tätig, er inszenierte drei Episoden und verfasste außerdem die Filmskripte für zwei weitere Folgen.
McKenzie ist politisch interessiert und auch aktiv. Er war einer der Sprecher bei der Versammlung der Demokraten im Sommer 2004. Als Reaktion auf die wachsende Zahl prominenter Werbefiguren auf dem Kryptomarkt begann er im Jahr 2021, sich öffentlich als Kritiker von Kryptowährungen zu engagieren.
Sein Wohnsitz ist Manhattan Beach im Los Angeles County. Seit Sommer 2015 ist er mit seiner Schauspielkollegin Morena Baccarin liiert, die zeitweise auch seine Freundin in der Fernsehserie Gotham spielte. Anfang März 2016 wurden die beiden Eltern einer Tochter. Die Heirat der beiden fand am 2. Juni 2017 in Brooklyn statt. Im März 2021 gaben sie die Geburt ihres Sohnes bekannt.

## Filmografie (Auswahl)
- 2003: The District – Einsatz in Washington (Fernsehserie, The District, Folge 3x05 Der Sündenfall)
- 2003–2007: O.C., California (The O.C., Fernsehserie, 92 Folgen)
- 2004: MADtv (Fernsehserie, Folge 9x22)
- 2005: Junikäfer (Junebug)
- 2007: 88 Minuten (88 Minutes)
- 2008: Johnny zieht in den Krieg (Johnny Got His Gun)
- 2009: The Eight Percent (Kurzfilm)
- 2009–2013: Southland (Fernsehserie, 43 Folgen)
- 2011: Mission Scooby-Doo (Scooby-Doo! Mystery Incorporated, Fernsehserie, Folge 1x15 Die wilde Brut, Stimme)
- 2011: Batman: Year One (Stimme)
- 2011: The Blisters: How Four Became Three (Kurzfilm; auch als Produzent)
- 2012: Adventures in the Sin Bin
- 2013: Decoding Annie Parker
- 2013: Goodbye World
- 2013: The Advocates (Fernsehfilm)
- 2013: Men at Work (Fernsehserie, Folge 2x06 Tyler der Pionier)
- 2014: How to Make Love Like an Englishman
- 2014: Judy Greer is the Best Friend (Kurzfilm)
- 2014: Professor Love (Some Kind of Beautiful)
- 2014–2019: Gotham (Fernsehserie, 100 Folgen)
- 2016: Gotham Stories (Fernsehserie, 5 Folgen, Stimme)
- 2019: The Report
- 2019: 64 Minutes – Wettlauf gegen die Zeit (Line of Duty)

## Auszeichnungen
Nominierungen
- 2004: Teen Choice Award in der Kategorie „Choice TV Actor – Drama/Action Adventure“ für O.C., California
- 2004: Teen Choice Award in der Kategorie „Choice Breakout TV Star – Male“ für O.C., California
- 2005: Teen Choice Award in der Kategorie „Choice TV Actor: Drama“ für O.C., California
- 2005: Teen Choice Award in der Kategorie „Choice TV Chemistry“ für O.C., California
- 2012: Prism Award in der Kategorie „Male Performance in a Drama Series“ für Southland
- 2015: People’s Choice Award in der Kategorie „Favorite Actor in a New TV Series“ für Gotham